# Dietikon
Dietikon (toponimo tedesco) è un comune svizzero di 27 076 abitanti del Canton Zurigo, nel distretto di Dietikon del quale è capoluogo; ha lo status di città.

## Monumenti e luoghi d'interesse

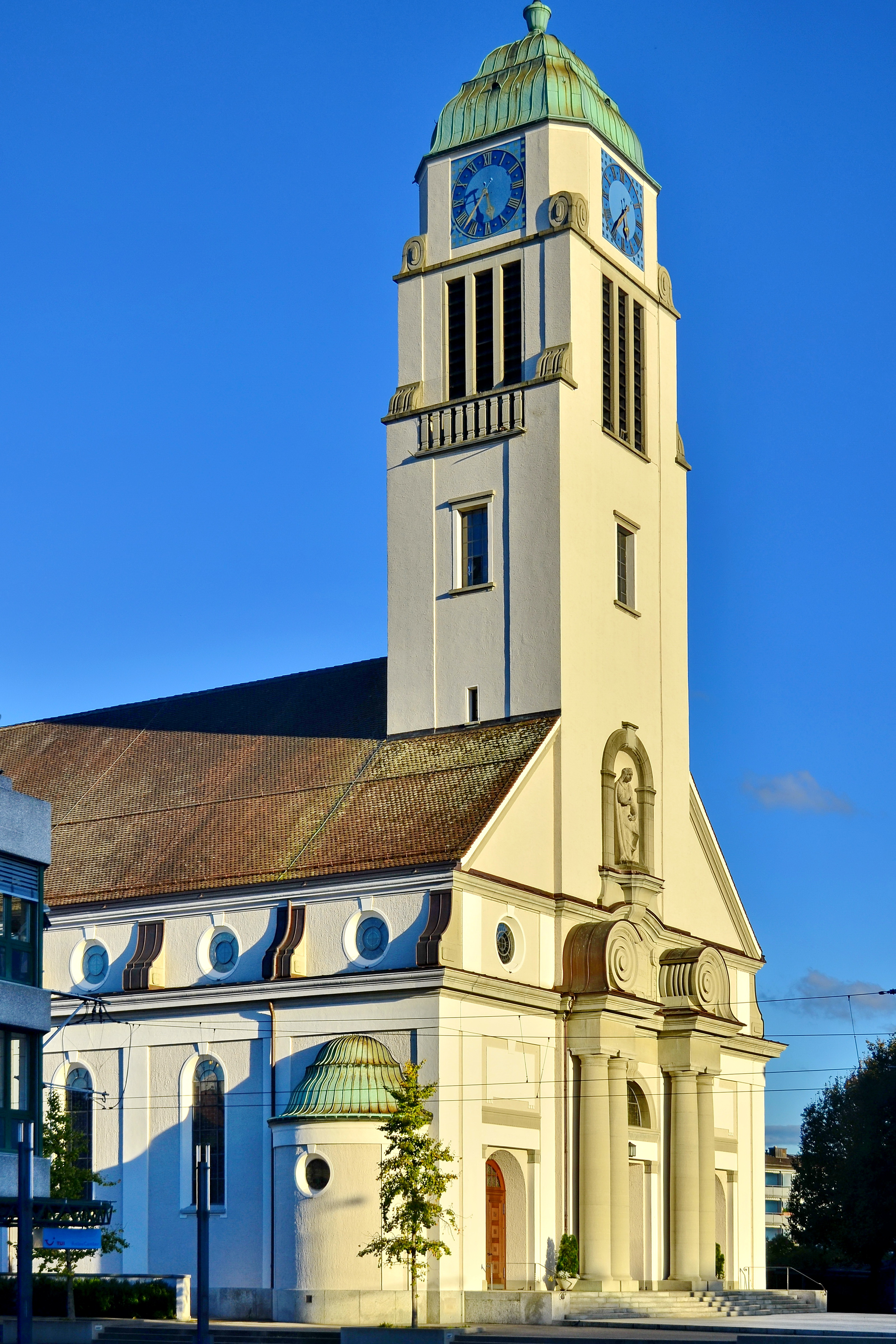
La chiesa di Sant'Agata

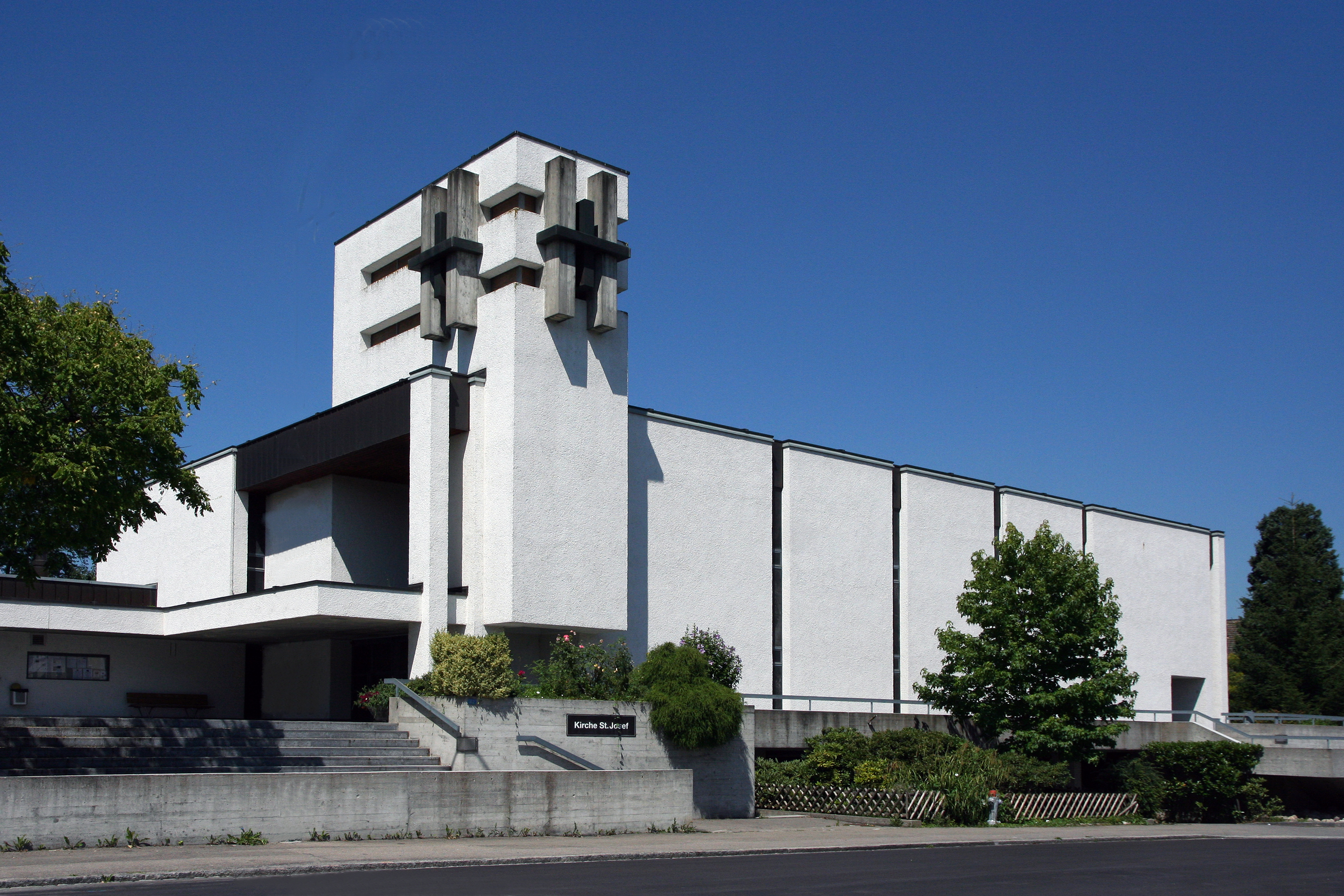
La chiesa di San Giuseppe

- Chiesa cattolica di Sant'Agata (già di Sant'Ulrico), attestata dall'XI secolo e ricostruita nel 1926[1];
- Chiesa cattolica di San Giuseppe nel quartiere Schönenwerd, eretta nel 1967[1].

## Società

### Evoluzione demografica
L'evoluzione demografica è riportata nella seguente tabella:
Abitanti censiti

## Economia
A Dietikon si trovano, tra l'altro, il quotidiano Limmattaler Zeitung e l'Ex Libris. A Dietikon ha sede, tra le altre, l'azienda energetica Elektrizitäts-Gesellschaft Laufenburg (società fornitrice di elettricità e gas naturale svizzera). Dietikon è la sede del quartier generale di Rapid. Qui e nella vicina località di Spreitenbach si trova anche la grande stazione di smistamento Limmattal.

## Infrastrutture e trasporti

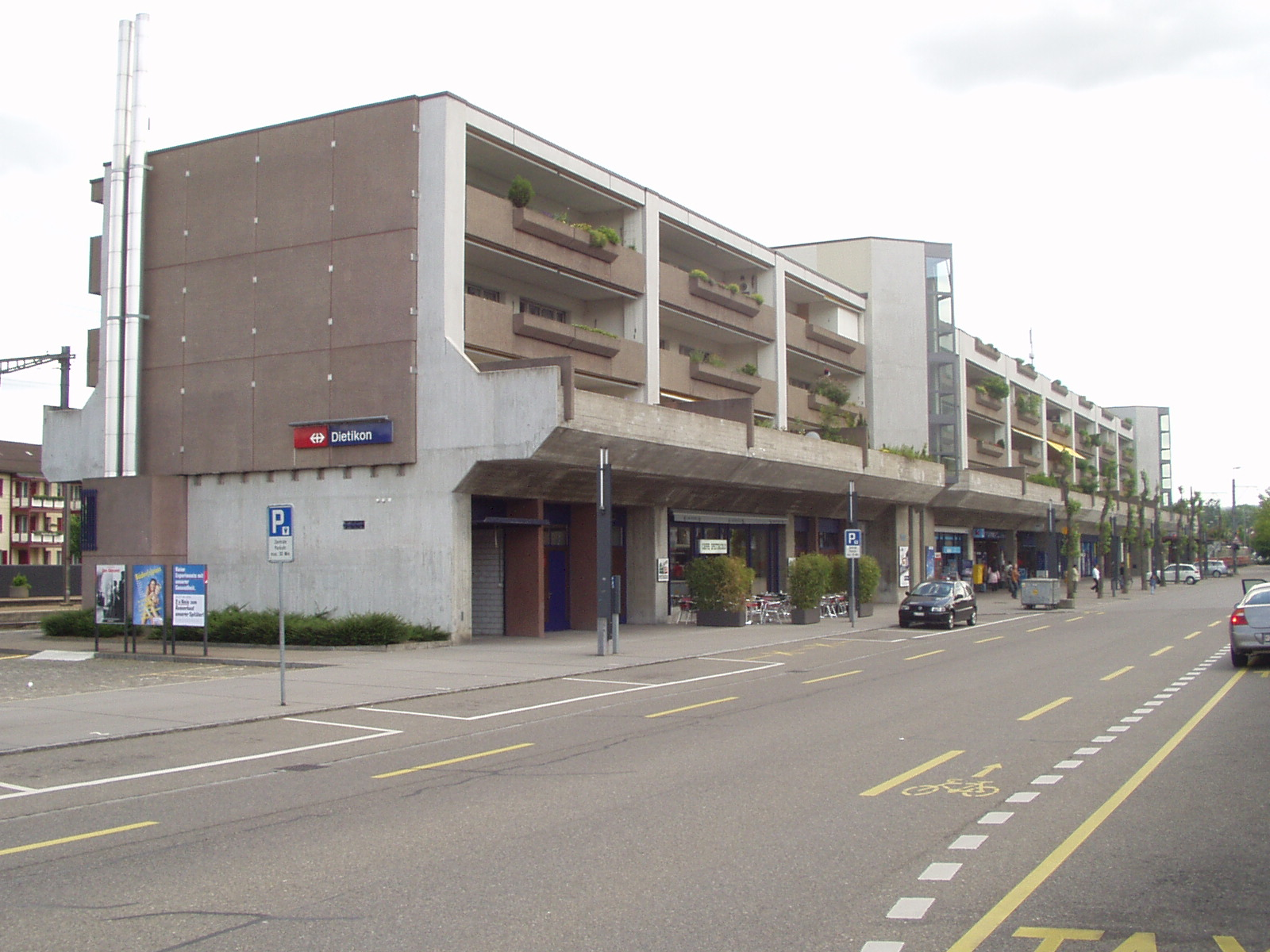
La stazione di Dietikon

Dietikon è servito dall'omonima stazione sulle ferrovie Zurigo-Olten, Bremgarten-Dietikon (linea S17 della rete celere di Zurigo; Dietikon è servita anche dalle linee S3 e S19) e Bözbergbahn.

## Amministrazione
Ogni famiglia originaria del luogo fa parte del cosiddetto comune patriziale e ha la responsabilità della manutenzione di ogni bene ricadente all'interno dei confini del comune.